# Wargaming Seattle
Wargaming Seattle (ранее Gas Powered Games) — американская компания-разработчик компьютерных игр, существовавшая с 1998 по 2018 год. Находилась в городе Редмонд, Вашингтон.

## История
Основана в мае 1998 года Крисом Тейлором под первоначальным названием Gas Powered Games.
Известность компании принесла Dungeon Siege.
В феврале 2013 года компания была приобретена Wargaming.net, и переименована в Wargaming Seattle
На конференции GDC 2013 Крис Тейлор заявил, что студия начала работу над новым проектом компании Wargaming, условно-бесплатной ММО.
23 мая 2018 года было объявлено, что студия закрывается.

## Игры компании
За всю историю компании были выпущены:
- 2002 — Dungeon Siege
- 2003 — Dungeon Siege: Legends of Aranna
- 2005 — Dungeon Siege II
- 2006 — Dungeon Siege II: Broken World[англ.]
- 2007 — Supreme Commander
- 2007 — Supreme Commander: Forged Alliance
- 2008 — Space Siege
- 2009 — Demigod
- 2010 — Supreme Commander 2
- 2011 — Age of Empires Online
- 2017 — Excalibur[источник не указан 386 дней]

## Отменённые проекты
- Chris Taylor’s Kings and Castles
- Wildman[6]